# Бернини, Пьетро
Пьетро Бернини (итал. Pietro Bernini; 6 мая 1562, Сесто-Фьорентино — 29 августа 1629, Рим) — итальянский скульптор. Отец более известного архитектора и скульптора, гения итальянского барокко Джованни Лоренцо Бернини.
Бернини родился в Сесто-Фьорентино, Тоскана в семье сапожника Лоренцо Бернини и Камиллы Боккапианолы. Отец отправил его учиться скульптуре во Флоренцию, в мастерскую Ридольфо Сиригатти. Затем Пьетро продолжил учебу у кавалера д’Арпино в Риме, в среде художников, увлечённых новыми веяниями искусства маньеризма. Его успехи были столь значительны, что он, вероятно, работал в Капрароле на росписях интерьеров Виллы Фарнезе вместе с Антонио Темпеста и другими художниками.
По пути в Рим он посвятил себя изучению скульптуры и реставрировал античные мраморы; возможно, работал в Ватикане при папе Григории XIII. В 1584 году с женой-неаполитанкой Анжеликой Галанте он переехал в Неаполь для работы в монастыре Чертоза ди Сан-Мартино и там, в Неаполе, в 1598 году родился Джан Лоренцо Бернини.
Совместно с Г. Б. Каччини работал над рельефом с изображением Троицы на фасаде церкви Санта Тринита во Флоренции (1594). В 1605 году семья переехала в Рим под покровительство кардинала Шипионе Боргезе. В Риме Пьетро Бернини работал над различными проектами для папы Павла V, других членов семьи Боргезе; для Капеллы Паолина в базилике Санта-Мария Маджоре выполнил фигуры кариатид.
Для капеллы Барберини в церкви Сант-Андреа-делла-Валле Пьетро создал скульптуру сидящего Иоанна Крестителя (1612—1616). Бернини Старший работал над декоративными скульптурами для виллы Боргезе, часто в сотрудничестве со своим сыном Джан Лоренцо. Вероятно, в те же годы он работал в парке Капраролы.
Пьетро Бернини участвовал в строительстве различных фонтанов в Риме, в том числе фонтана Баркачча у подножия Испанской лестницы. Он был заказан для папы Урбана VIII и построен в 1627—1629 годах. Название «Баркачча» (баркас) фонтан получил благодаря своей форме полузатопленной лодки и установлен в память о случившемся в 1598 году наводнении, когда на затопленной площади села на мель лодка.
В последние годы своей жизни Пьетро Бернини был в основном занят вместе с сыном Джаном Лоренцо, на работах в Ватикане, особенно над куполом Собора Святого Петра.
На вилле Боргезе, используя античный горельеф (I—II в. н. э.) с изображением коня, он добавил фигуру всадника и создал выразительную композицию «Подвиг Марка Курция» (1615).
- Фонтан Нептуна в Неаполе. 1600—1601. Архитектор Д. Фонтана, скульпторы М. Наккерино, П. Бернини, А. Ланди, К. Фанзаго
- Купель для крещения Баптистерия базилики Санта-Мария-Маджоре в Риме. Статуя Иоанна Крестителя работы Л. Валадье (1825). На дальнем плане рельеф «Ассунта» (Вознесение Мадонны) работы Пьетро Бернини. 1606
- Святая Троица. Горельеф фасада церкви Санта-Тринита во Флоренции. 1594. Скульпторы Г. Б. Каччини, П. Бернини
- Вакханалия (Фавн, которого дразнят путти). 1617. Мрамор. Метрополитен-музей, Нью-Йорк
- П. Бернини. Подвиг Марка Курция. 1615. Мрамор. Галерея Боргезе, Рим
- «Осень» в виде гермы Приапа. 1617. Мрамор. Метрополитен-музей, Нью-Йорк
- Пьетро и Джанлоренцо Бернини. Зима (из серии Времена года). Ок. 1620 г. Мрамор. Частное собрание
- Фонтан «Баркачча» в Риме. 1627— 1629